# ナイルスナボア
ナイルスナボア（学名：Eryx colubrinus）は、ボア科スナボア属（Gongylophis属とする説もあり）に分類されるヘビ。ケニアサンドボアとも呼ばれ、ペットとして流通する際には此方の名称で呼ばれる事が多い。

## 分布
エジプト、エチオピア、ケニア、スーダン、ソマリア、タンザニア

## 形態
全長60cm。体色は背面が褐色やオレンジ色で、濃褐色や黒の不規則な斑紋が入る。腹面は黄白色
以前は体色から2亜種に分かれていたが、近年は亜種を認めない説が有力。

## 生態
砂漠やサバンナに生息する。夜行性。地中棲で普段は眼と吻端だけを地面に出して地中に潜り、獲物を待ち伏せている。
食性は動物食で、爬虫類、小型鳥類、小型哺乳類等を食べる。獲物が目の前を通りかかると素早く襲いかかり、締め殺してから丸呑みにする。
繁殖形態は卵胎生で、1回に3-21頭の幼蛇を産む。

## 人間との関係
ペットとして飼育されることもあり、日本にも輸入されている。おそらくスナボア属では最も流通している。主に亜種ケニアスナボアとされていた体色がオレンジの個体が流通するが、飼育下で作出された品種の流通も多い。都道府県によっては条例により飼育にあたっては地方自治体の許可が必要だったが動物愛護法の改正により、2007年現在本種を飼育することに対しての法規制はない。あまり飼育スペースは取らずケージの底辺のうち長辺がヘビの全長程の大きさであれば飼育できるとされている。床材には潜るための細かすぎず粗すぎない砂を敷いて飼育するのが一般的だが、給餌の際に砂を誤飲してしまいマウスロット（口内炎）の原因になることがある。そのため給餌用の砂のないケージを別に用意したり、慣れた個体には床材にバーグチップ（ある程度大きさのある木片）や新聞紙を用いることもある。

### 品種
- アネリスリスティック - 赤色色素欠乏。体色が白く濃褐色や黒の斑紋が入る。
- アルビノ - 体色が淡黄色に薄いオレンジ色の斑紋が入る。
- ハイポメラニスティック -

## 画像

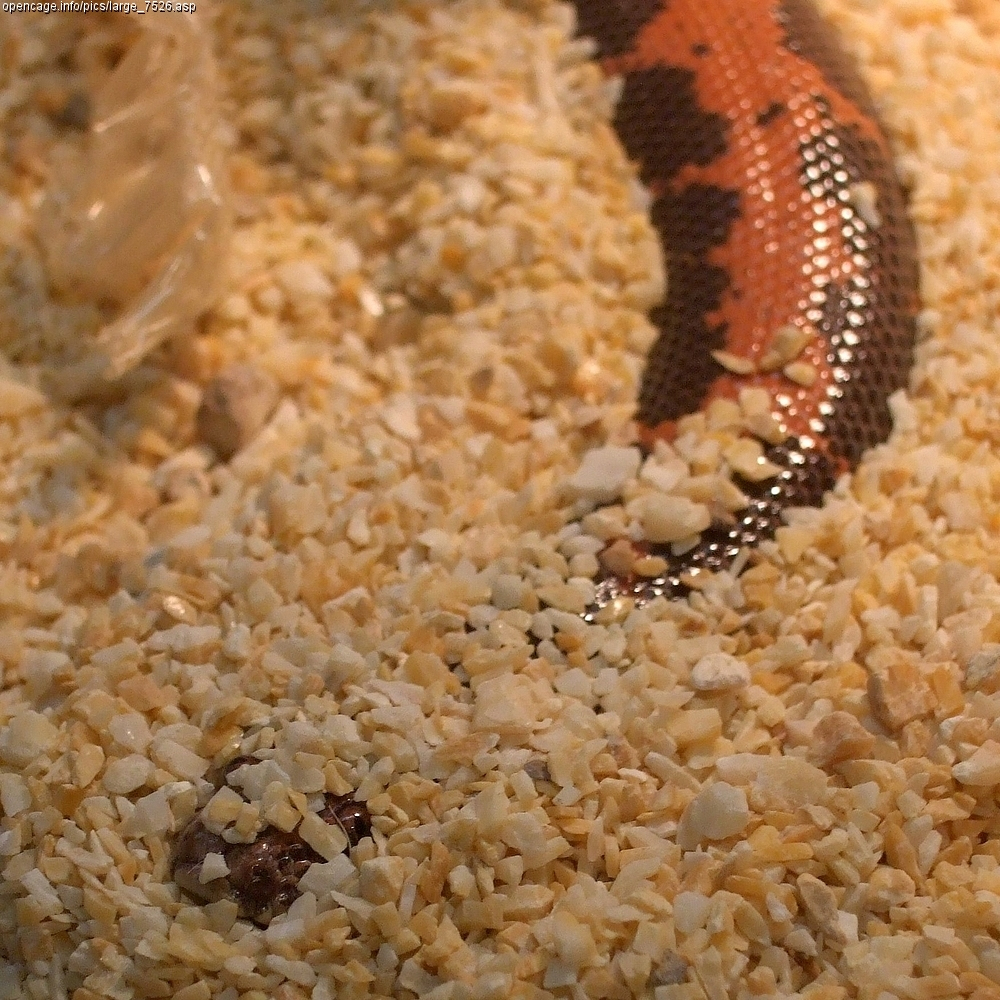
床材に潜る本種